# Václav Jireček
Václav Jireček (* 28. dubna 1933 Dolní Sloupnice) byl český a československý politik KSČ, za normalizace poslanec České národní rady a ministr vnitra a životního prostředí České socialistické republiky.

## Biografie
Pocházel z malozemědělské rodiny. Vychodil základní školu a vyučil se strojním zámečníkem. V roce 1951 po vyučení nastoupil do podniku Východočeské papírny Lanškroun. Zde pracoval jako zámečník, později coby kreslič a konstruktér. Členem KSČ byl od roku 1955. V období let 1958-1961 řídil závod Lomnice nad Popelkou. Po dva roky pak pracoval pro PZO Kovo a následně se stal zaměstnancem podniku Technolen Lomnice nad Popelkou. Zde působil po několik let jako ekonom a vedoucí nákupu a později jako ředitel podniku. V roce 1973 se stal tajemníkem Okresního výboru KSČ Semily pro stranickou práci v průmyslu. V roce 1980 nastoupil na post vedoucího tajemníka Okresního výboru KSČ Hradec Králové. V této době absolvoval Vysokou školu ÚV KSČ v Praze. V roce 1985 se stal předsedou Krajského národního výboru pro Východočeský kraj. Zasedal v předsednictvu Krajského výboru KSČ. V roce 1977 získal Vyznamenání Za vynikající práci a roku 1983 Vyznamenání Za zásluhy o výstavbu.
V dubnu 1988 byl jmenován členem české vlády Ladislava Adamce a Františka Pitry jako ministr vnitra a životního prostředí. Na postu setrval do prosince 1989.
Ve volbách roku 1986 byl zvolen poslancem České národní rady. Po sametové revoluci se počátkem února 1990 vzdal mandátu v rámci procesu kooptace do ČNR.